# Greenfield (Iowa)
Greenfield es una ciudad ubicada en el municipio homónimo, perteneciente al condado de Adair en el estado estadounidense de Iowa, del que es su sede de condado. En el año 2000 tenía una población de 2129 habitantes y una densidad poblacional de 452,8 personas por km².

## Geografía
Greenfield se encuentra ubicada en las coordenadas 41°18′20″N 94°27′31″O / 41.30556, -94.45861.

## Demografía
Según la Oficina del Censo en 2000 los ingresos medios por hogar en la localidad eran de $33.869, y los ingresos medios por familia eran $42.872. Los hombres tenían unos ingresos medios de $29.792 frente a los $22.091 para las mujeres. La renta per cápita para la localidad era de $19.444. Alrededor del 10,6% de la población estaban por debajo del umbral de pobreza.